# Sailin' Shoes
Sailin' Shoes är ett musikalbum av Little Feat som lanserades i maj 1972 på Warner Bros. Records. Det var gruppens andra, och det sista albumet med originalbasisten Roy Estrada. Varken debutalbumet eller detta album fick särskilt stort genomslag hos skivköparna. Albumomslaget var det första som Neon Park designade för gruppen. Han kom sedermera att göra omslagen till i stort sett alla efterkommande album gruppen släppte. Omslaget är något av en pastisch på franske konstnären Jean-Honoré Fragonards verk Gungan.
Spåret "A Apolitical Blues" spelades senare in av hårdrocksgruppen Van Halen på albumet OU812.

## Låtlista
(låtar utan angiven upphovsman skrivna av Lowell George)
1. "Easy to Slip" (Lowell George, Fred Martin) – 3:22
2. "Cold Cold Cold" – 4:01
3. "Trouble" – 2:19
4. "Tripe Face Boogie" (Richie Hayward, Bill Payne) – 3:16
5. "Willin'" – 2:57
6. "A Apolitical Blues" – 3:28
7. "Sailin' Shoes" – 2:53
8. "Teenage Nervous Breakdown" – 2:13
9. "Got No Shadow" (Payne) – 5:08
10. "Cat Fever" (Payne) – 4:37
11. "Texas Rose Café" – 3:42